# Georg Wendel
Georg Wendel (* 24. Juli 1880 in Berlin; † nach 1930) war ein deutscher Naturwissenschafter, Philosoph, Lehrer und Schriftsteller.

## Leben
Wendel studierte an der Universität Berlin Philosophie, Pädagogik, Erd- und Völkerkunde, Biologie, deutsche und englische Literatur. Er leitete die Mittelschule Schenefeld im Bezirk Kiel, die Privatschule Seesuckow-Rügenwalde und die höhere Knaben- und Mädchenschule im ostpreußischen Liebstadt, wo sich seine Spur in den 1930er Jahren verliert.
Wendel veröffentlichte zahlreiche philosophische Schriften und war auch Theaterautor. Er war ein Gegner von Einsteins Relativitätstheorie.